# Хавана Джинджър
Хавана Джинджър (на английски: Havana Ginger) е артистичен псевдоним на американската порнографска актриса Моника Пендас (на английски: Monica Pendas).
Родена е на 27 февруари 1984 година в Лос Анджелис, Калифорния. Дебютира като актриса в порнографската индустрия през 2004 година, когато е на 20-годишна възраст. Нейна сестра е порнографската актриса Савана Джинджър.